# فی فنگجی
فی فنگجی (انگلیسی: Fei Fengji؛ زادهٔ ۵ اوت ۱۹۸۲) تیرانداز زن اهل چین بود. وی در بازی‌های المپیک تابستانی ۲۰۰۸ حضور داشته‌است.